# Mörtelplastik (Appercha)

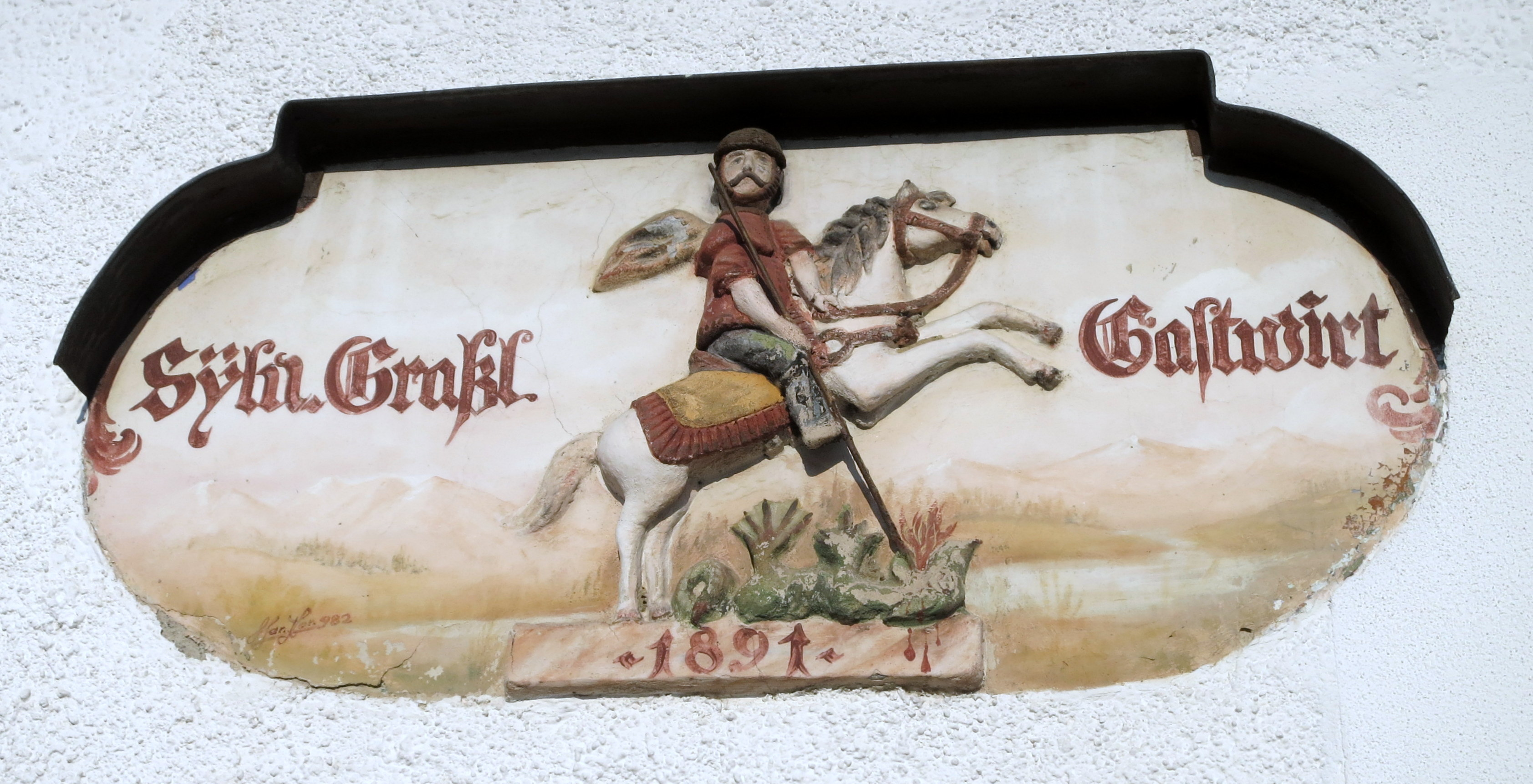
Mörtelplastik in Appercha

Die Mörtelplastik in Appercha, einem Ortsteil der Gemeinde Fahrenzhausen im oberbayerischen Landkreis Freising, wurde 1891 geschaffen. Die Mörtelplastik an der Fassade des Gebäudes Johannesstraße 29 a, eines ehemaligen Gasthauses, ist ein geschütztes Baudenkmal.
Die farbig gefasste Mörtelplastik, die von einem schmalen Blechdach geschützt wird, zeigt entweder den heiligen Georg oder den heiligen Michael, wie er zu Pferd mit dem Drachen kämpft und ihn mit einer Lanze tötet. Da die Figur des unbezeichneten Drachenkämpfers eindeutig mit Flügeln versehen ist, dürfte es sich um den Erzengel Michael handeln. Im Hintergrund ist eine gemalte Landschaft mit Fluss (oder See), bewaldeten Hügeln und Bergen zu sehen. Die Inschrift lautet: 

„Sylv(ester?) Graßl Gastwirt“

Unter der Darstellung steht auf einem Sockel die Jahreszahl 1891.